# Vertigo Records
Vertigo Records je britské hudební vydavatelství založené v roce 1969. Vydavatelství patří společnosti Universal Music Group. Svá alba zde vydávali například skupiny Metallica,Uriah Heep, Black Sabbath, Dire Straits, Thin Lizzy, Def Leppard, Status Quo, Dio, Bon Jovi nebo hudebníci Rod Stewart, Graham Bond, Keith Tippett a Iain Matthews,